# 圣欧拉利亚堂 (马略卡)

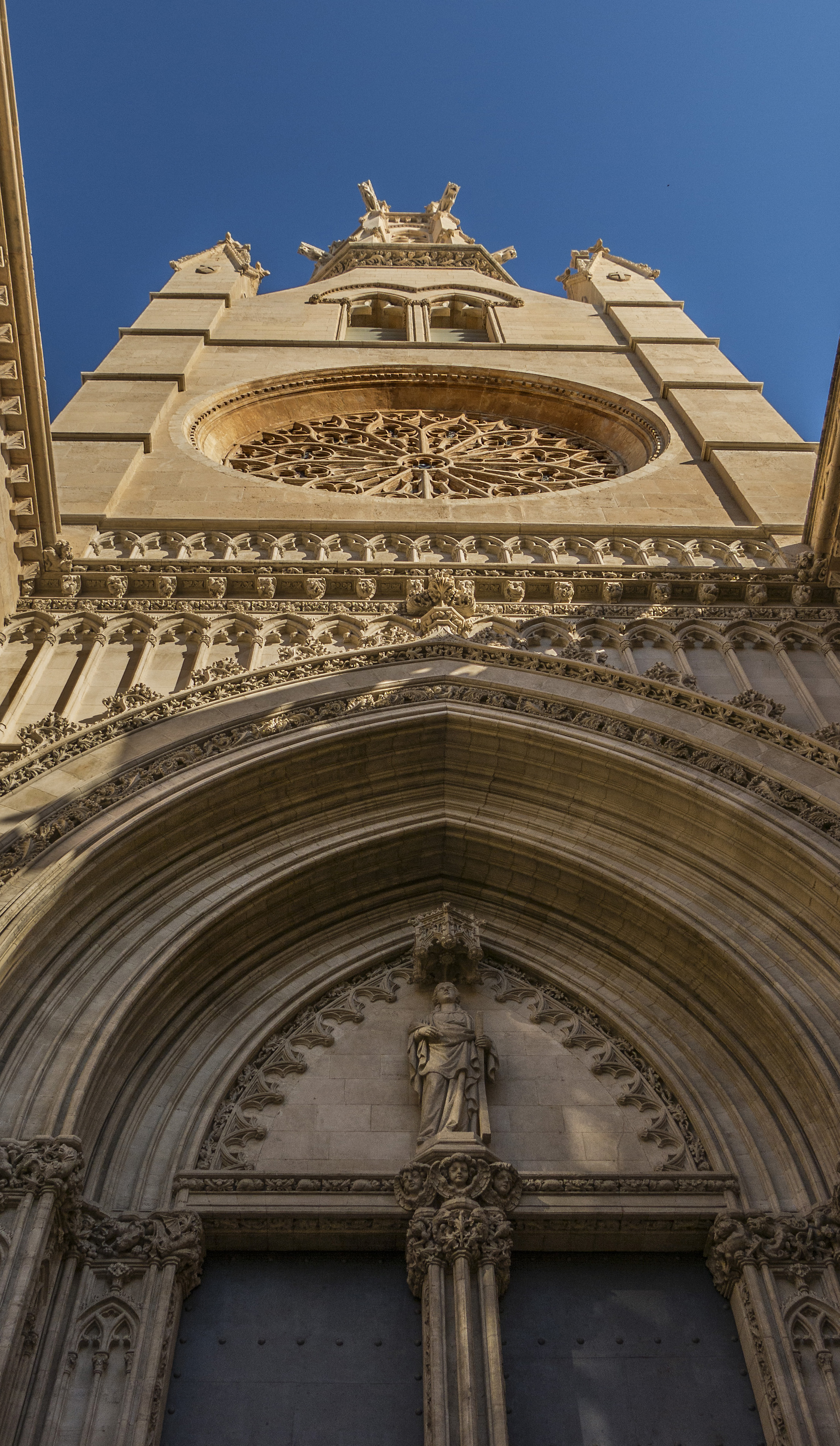
圣欧拉利亚堂

圣欧拉利亚堂（Iglesia de Santa Eulalia）是一座罗马天主教教堂，供奉圣女巴塞罗那的欧拉利亚，位于西班牙巴利亚利群岛马略卡岛帕尔马。1931年公布为西班牙国家文物古迹。